# 690-talet f.Kr.

## Händelser
- 699 f.Kr. – Khallushu efterträder Shuttir-Nakhkhunte som kung av Elamriket.
- 696 f.Kr.
  - Zhou zhuang wang blir kung av den kinesiska Zhoudynastin.
  - Cimmerierna härjar Frygien och tvingar möjligen iväg armenierna.
- 692 f.Kr. – Kung Karib'il Watar över sabeerna skall ha lämnat gåvor ("tribut") till kung Sennacherib av Assyrien.
- 691 f.Kr. – Kung Sennacherib av Assyrien besegrar kung Humban-nimena av Elamriket i slaget vid Halule.
- 690 f.Kr. – Taharqa tillträder som farao av Egypten (omkring detta år).
- W'rn Hywt av D'mt i Etiopien finns med i skrivna källor och omnämner kung Karib'il Watar av Saba.

## Födda
- 697 f.Kr. – Wen av Jin, ledare för staten Jin.

## Avlidna
- 697 f.Kr. – Zhou huan wang, kung av den kinesiska Zhoudynastin.